# Křížová cesta (Bruntál)
Křížová cesta v Bruntálu se nachází na Uhlířském vrchu vzdáleném cca 2,5 kilometru jihozápadně od centra města.

## Historie

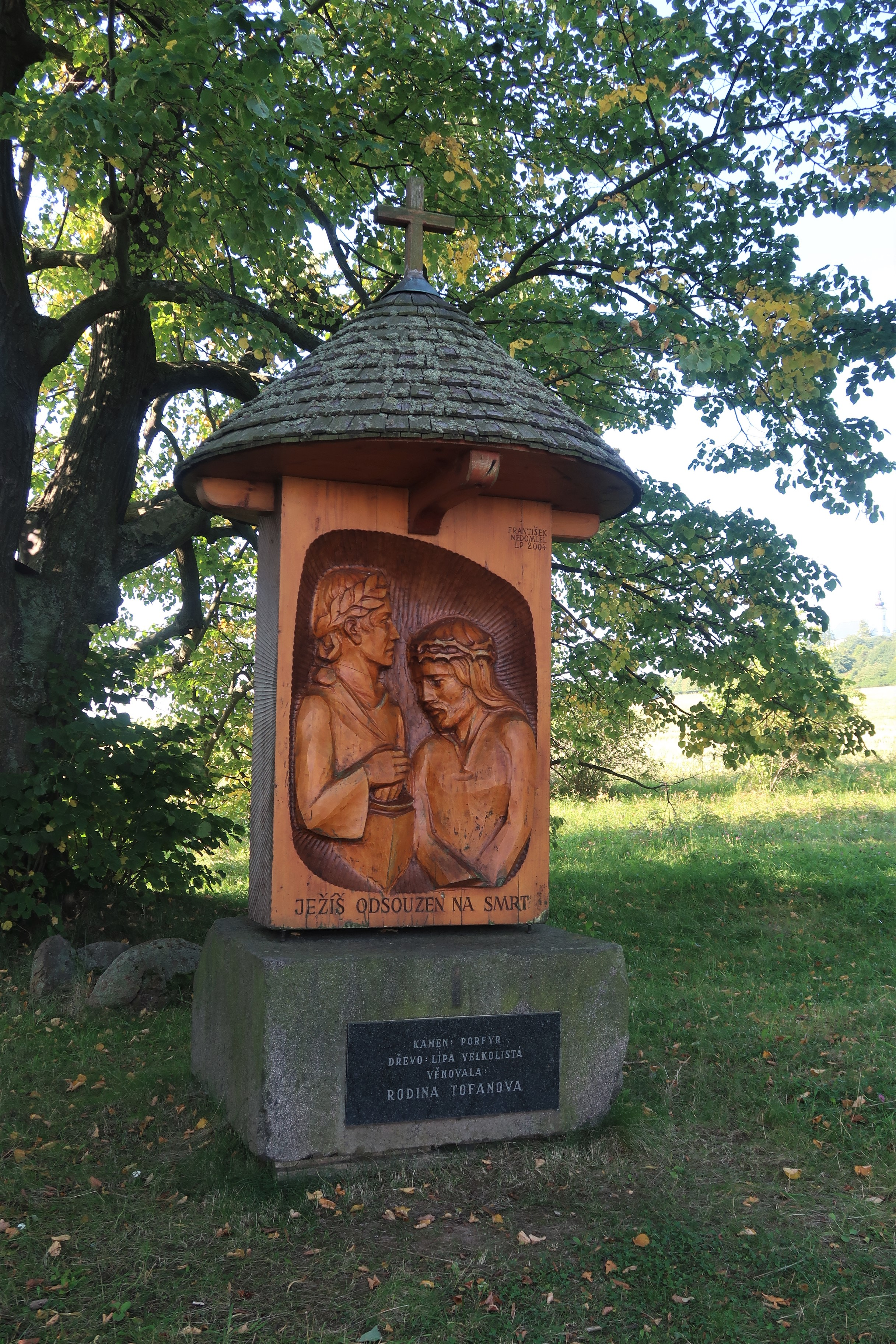
První zastavení křížové cesty na Uhlířském vrchu

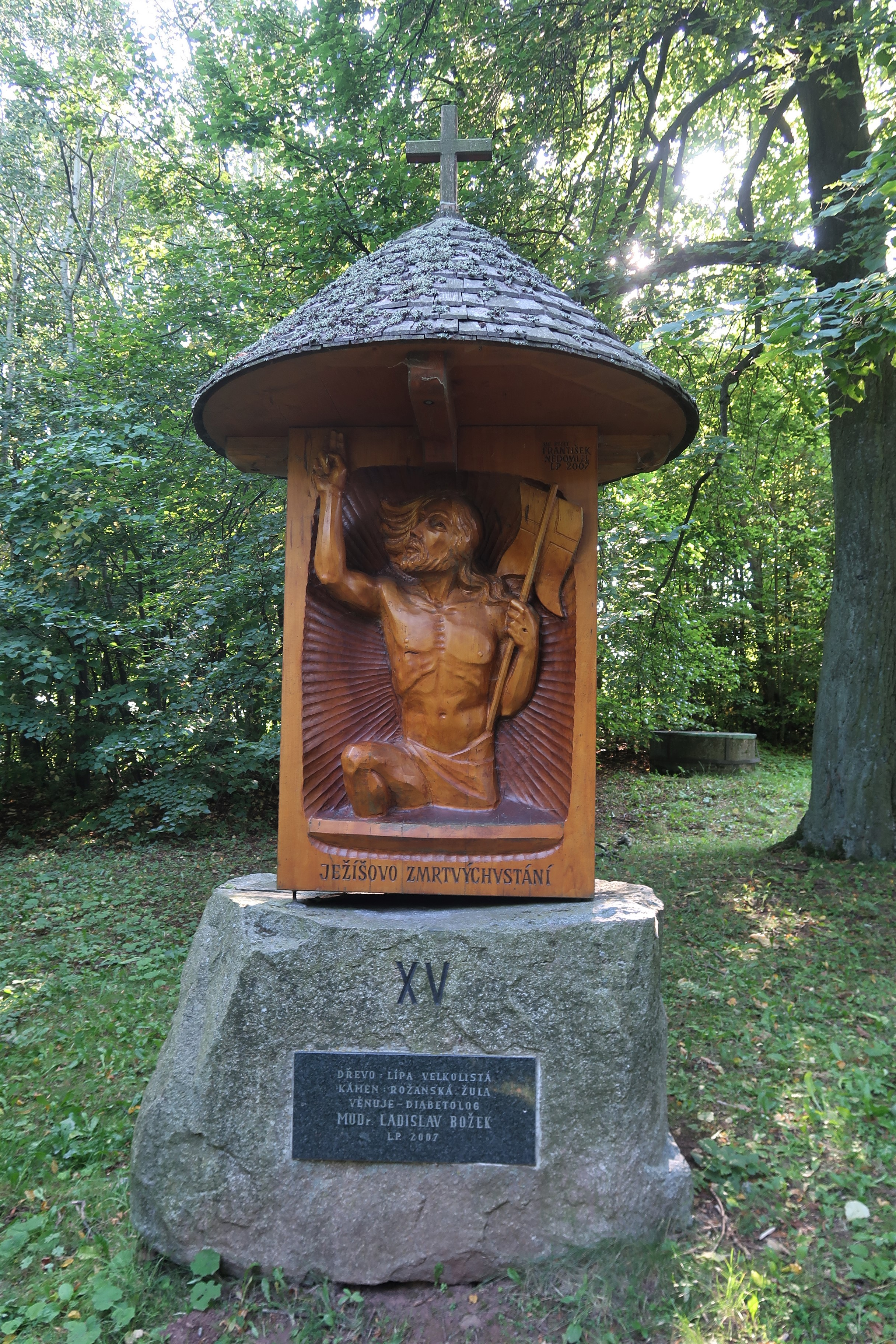
Poslední zastavení křížové cesty na Uhlířském vrchu

Křížovou cestu na Uhlířském vrchu na přístupové cestě ke kostelu Panny Marie Pomocné tvoří čtrnáct zastavení zhotovených roku 2001 bruntálským uměleckým řezbářem Františkem Nedomlelem. Podstavce jsou z různých druhů hornin z okolí, dřevěné plastiky znázorňující výjevy z Kristovy cesty na Golgotu z různých druhů dřev, které se vyskytují v Nízkém Jeseníku. Na čelních stranách kvádrů jsou umístěny mramorové desky s nápisem donátora zastavení z vyhlášené sbírky. Dne 13.10.2007 byla kompletní křížová cesta slavnostně požehnána.
Původní křížová cesta byla postavena podél horní části promenádní cesty v roce 1916. Tvořilo ji 14 stojanů s obrazy křížové cesty, které namaloval malíř Franz Templer podle předloh Gebhardta Fugela z Mnichova. Zastavení vydržela jen krátce, po druhé světové válce byla torza jednotlivých zastavení odstraněna.

### Poutní kostel
Na vrcholu byla roku 1653 postavena dřevěná poutní kaple. Roku 1758 zde byl otevřen poutní kostel zasvěcený Panně Marii Pomocné. Kostel byl v průběhu let několikrát poškozen blesky a byl několikrát obnovován. Vedle kostela stála fara, hostinec a mramorový kříž.

### Lipová alej
Lipová alej je čtyřřadá a byla vysázena v letech 1766 - 1770 po výstavbě nového poutního kostela. Vysázet ji dal svobodný pán komtur von Riedheim. Alej se skládá z hlavní aleje široké 12 metrů a dvou bočních alejí širokých 4 metry. K velké aleji byla v letech 1885 - 1889 na popud okrašlovacího spolku v Bruntále vysázena lípami od Kobylího rybníka tzv. "promenádní cesta".

### Památková ochrana
Roku 1973 byly stromy aleje prohlášeny za památné. Celý areál včetně lipové aleje je Kulturní památkou České republiky.